# Canon EF-S 60mm f/2.8 Macro USM
El Canon EF-S 60mm f/2.8 Macro USM és un objectiu fix normal i macro, que amb el factor de retall, es converteix en un teleobjectiu amb muntura Canon EF-S.
Aquest, va ser anunciat per Canon el 17 de febrer de 2005, amb un preu de venta suggerit de 57.000￥.
Actualment, és l'objectiu macro amb major focal de la sèrie EF-S fabricat per Canon.
La seva distància focal de 60mm té el mateix camp visual en una càmera EOS de la sèrie EF-S que una lent de 96mm en una càmera de fotograma complet.
Aquest objectiu s'utilitza sobretot per macrofotografia.

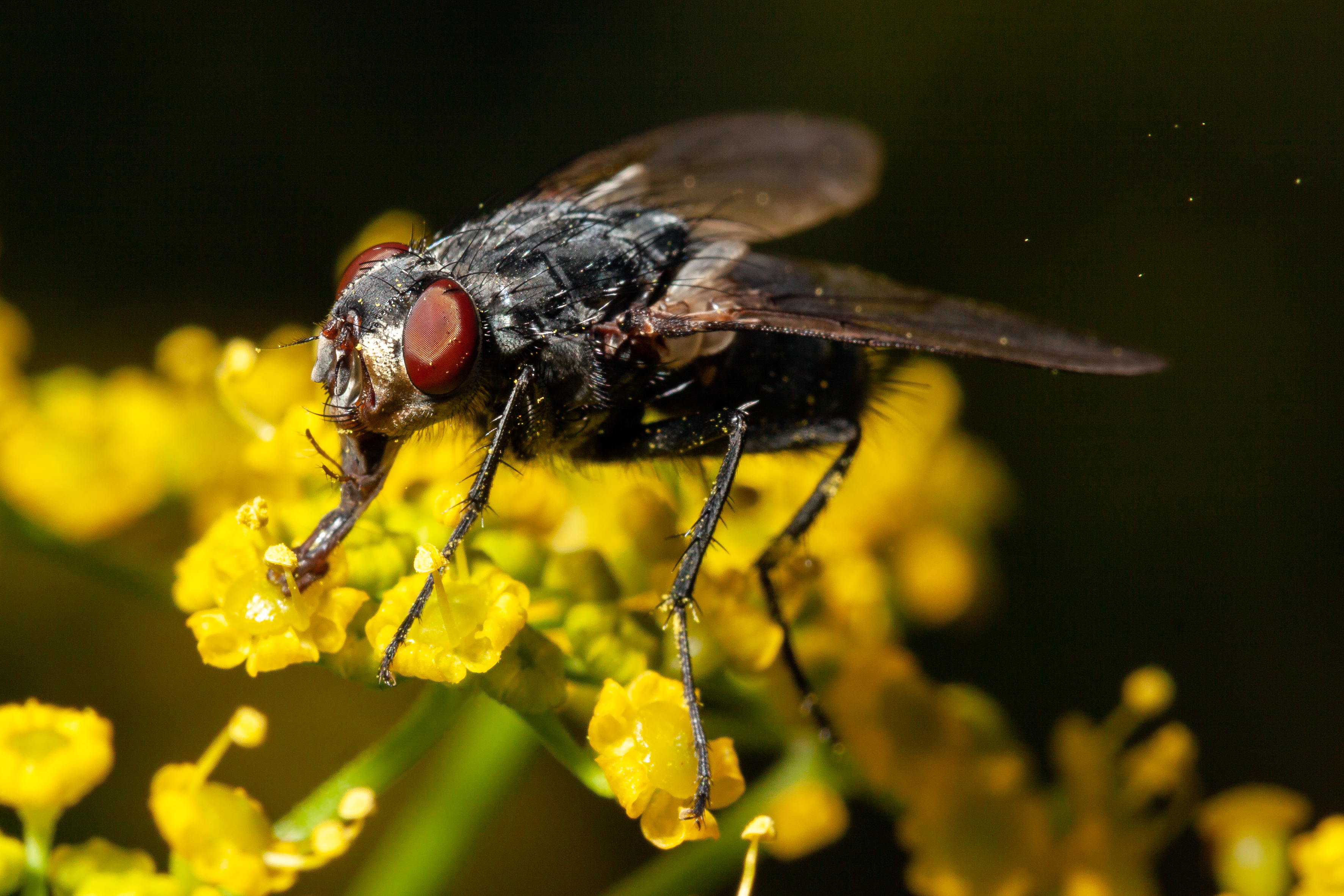
Mosca fotografiada amb el Canon EF-S 60mm f/2.8 Macro USM

## Característiques
Les seves característiques més destacades són:
- Distància focal: 60mm
- Obertura: f/2.8 - 32
- Motor d'enfocament: USM (Motor d'enfocament ultrasònic, ràpid i silenciós)
- Distància mínima d'enfocament: 20cm
- Rosca de 52mm
- Magnificació màxima: 1x
- Distorisió òptica de -0,0778% (tipus barril).[4]
- A f/2.8 l'ombrejat de les cantonades és de gairebé un pas i mig, aquest efecte a f/4 ja disminueix molt i a f/5.6 és poc rellevant.
- Entre f/4 a f/5.6 és on l'objectiu mostra la seva màxima qualitat òptica.[4]

## Construcció[5]
- La muntura és de metall, la resta de parts són de plàstic.
- El diafragma consta de 7 fulles, i les 12 lents de l'objectiu estan distribuïdes en 8 grups.
- Incorpora un revestiment súper spectra (ajuda a reduir els efectes fantasma).[1]

## Accessoris compatibles[6]
- Tapa E-52 II
- Parasol ET-67B
- Filtres de 52mm
- Tapa posterior EB
- Funda LP1016
- Tub d'extensió EF 12 II
- Tub d'extensió EF 25 II

## Objectius similars amb muntura Canon EF/EF-S
- Canon MP-E 65mm f/2.5 1-5x Macro[7]
- Tamron SP AF 60mm f/2 Di II LD IF Macro[8]
- Laowa 60mm f/2.8 2X Ultra Macro[9]